# Cake by the Ocean
"Cake by the Ocean" is de debuutsingle van de Amerikaanse band DNCE. Het kwam uit op 18 september 2015 als muziekdownload en was voor het eerst op de radio te horen op 22 januari 2016. Het is ook de leadsingle van hun debuut EP SWAAY.

## Achtergrondinformatie
De titel "Cake by the Ocean" komt van de Zweedse producenten van het lied, Mattman & Robin, die de cocktail 'sex on the beach' bij vergissing 'cake by the ocean' noemden. Het nummer werd onder andere gepromoot bij The Ellen DeGeneres Show op 12 februari 2016 en bij de Kids' Choice Awards op 12 maart 2016.

## Videoclip
De bijhorende videoclip is geregisseerd door Black Coffee en Gigi Hadid en kwam uit in oktober 2015.

## Hitnoteringen

### Nederlandse Top 40
| Hitnotering: 12-03-2016 t/m 23-07-2016 | Hitnotering: 12-03-2016 t/m 23-07-2016 | Hitnotering: 12-03-2016 t/m 23-07-2016 | Hitnotering: 12-03-2016 t/m 23-07-2016 | Hitnotering: 12-03-2016 t/m 23-07-2016 | Hitnotering: 12-03-2016 t/m 23-07-2016 | Hitnotering: 12-03-2016 t/m 23-07-2016 | Hitnotering: 12-03-2016 t/m 23-07-2016 | Hitnotering: 12-03-2016 t/m 23-07-2016 | Hitnotering: 12-03-2016 t/m 23-07-2016 | Hitnotering: 12-03-2016 t/m 23-07-2016 | Hitnotering: 12-03-2016 t/m 23-07-2016 |
| Week:                                  | 1                                      | 2                                      | 3                                      | 4                                      | 5                                      | 6                                      | 7                                      | 8                                      | 9                                      | 10                                     | 11                                     |
| -------------------------------------- | -------------------------------------- | -------------------------------------- | -------------------------------------- | -------------------------------------- | -------------------------------------- | -------------------------------------- | -------------------------------------- | -------------------------------------- | -------------------------------------- | -------------------------------------- | -------------------------------------- |
| Positie:                               | 31                                     | 22                                     | 15                                     | 13                                     | 13                                     | 11                                     | 10                                     | 17                                     | 14                                     | 14                                     | 18                                     |
| Week:                                  | 12                                     | 13                                     | 14                                     | 15                                     | 16                                     | 17                                     | 18                                     | 19                                     | 20                                     |                                        |                                        |
| Positie:                               | 19                                     | 19                                     | 20                                     | 25                                     | 26                                     | 28                                     | 32                                     | 35                                     | 37                                     | uit                                    |                                        |

### NederlandseSingle Top 100
| Hitnotering: 30-01-2016 t/m 24-09-2016 | Hitnotering: 30-01-2016 t/m 24-09-2016 | Hitnotering: 30-01-2016 t/m 24-09-2016 | Hitnotering: 30-01-2016 t/m 24-09-2016 | Hitnotering: 30-01-2016 t/m 24-09-2016 | Hitnotering: 30-01-2016 t/m 24-09-2016 | Hitnotering: 30-01-2016 t/m 24-09-2016 | Hitnotering: 30-01-2016 t/m 24-09-2016 | Hitnotering: 30-01-2016 t/m 24-09-2016 | Hitnotering: 30-01-2016 t/m 24-09-2016 | Hitnotering: 30-01-2016 t/m 24-09-2016 | Hitnotering: 30-01-2016 t/m 24-09-2016 | Hitnotering: 30-01-2016 t/m 24-09-2016 | Hitnotering: 30-01-2016 t/m 24-09-2016 | Hitnotering: 30-01-2016 t/m 24-09-2016 | Hitnotering: 30-01-2016 t/m 24-09-2016 | Hitnotering: 30-01-2016 t/m 24-09-2016 | Hitnotering: 30-01-2016 t/m 24-09-2016 | Hitnotering: 30-01-2016 t/m 24-09-2016 |
| Week:                                  | 1                                      | 2                                      | 3                                      | 4                                      | 5                                      | 6                                      | 7                                      | 8                                      | 9                                      | 10                                     | 11                                     | 12                                     | 13                                     | 14                                     | 15                                     | 16                                     | 17                                     | 18                                     |
| -------------------------------------- | -------------------------------------- | -------------------------------------- | -------------------------------------- | -------------------------------------- | -------------------------------------- | -------------------------------------- | -------------------------------------- | -------------------------------------- | -------------------------------------- | -------------------------------------- | -------------------------------------- | -------------------------------------- | -------------------------------------- | -------------------------------------- | -------------------------------------- | -------------------------------------- | -------------------------------------- | -------------------------------------- |
| Positie:                               | 94                                     | 81                                     | 75                                     | 79                                     | 65                                     | 65                                     | 51                                     | 30                                     | 19                                     | 20                                     | 20                                     | 19                                     | 18                                     | 18                                     | 18                                     | 22                                     | 24                                     | 24                                     |
| Week:                                  | 19                                     | 20                                     | 21                                     | 22                                     | 23                                     | 24                                     | 25                                     | 26                                     | 27                                     | 28                                     | 29                                     | 30                                     | 31                                     | 32                                     | 33                                     | 34                                     | 35                                     |                                        |
| Positie:                               | 23                                     | 24                                     | 26                                     | 28                                     | 31                                     | 35                                     | 36                                     | 49                                     | 55                                     | 60                                     | 67                                     | 64                                     | 67                                     | 68                                     | 77                                     | 84                                     | 93                                     | uit                                    |

### NederlandseMega Top 50
| Positie: | 37 | 31 | 10 | 9  | 11 | 9  | 10 | 15 | 16 | 12 | 15 | 14 | 18  |
| Week:    | 14 | 15 | 16 | 17 | 18 | 19 | 20 | 21 | 22 | 23 | 24 | 25 |     |
| Positie: | 14 | 17 | 19 | 18 | 21 | 21 | 23 | 30 | 35 | 40 | 44 | 44 | uit |

## Releasedata
| Land             | Releasedatum      | Formaat        | Label    |
| ---------------- | ----------------- | -------------- | -------- |
| Verenigde Staten | 18 september 2015 | Muziekdownload | Republic |

## Trivia
- Professionele darter Luke Humphries gebruikt het nummer als opkomstnummer.